# Double Sin and Other Stories
Double Sin and Other Stories é uma coletânea de contos escritos por Agatha Christie e publicado pela primeira vez nos EUA pela Dodd, Mead and Company em 1961 e vendido por $3,50. A coleção contém oito histórias curtas e não foi publicado no Reino Unido, no entanto todas as histórias foram publicadas em outras coleções no Reino Unido.

## Lista de Histórias
- Double Sin
- Wasp's Nest
- The Theft of the Royal Ruby (Mais conhecido como The Adventure of the Christmas Pudding)
- The Dressmaker's Doll
- Greenshaw's Folly
- The Double Clue
- The Last Seance
- Sanctuary